# (36515) 2000 QJ74
2000 QJ74 (asteroide 36515) é um asteroide da cintura principal. Possui uma excentricidade de 0.06570090 e uma inclinação de 6.28930º.
Este asteroide foi descoberto no dia 24 de agosto de 2000 por LINEAR em Socorro.